# André Huraux
André Huraux, né le 6 novembre 1909 à Paris 15e et mort le 2 février 1970 à Paris 14e, est un syndicaliste et un homme politique français. Il a été député communiste de la Seine en 1951, remplaçant Ambroise Croizat à l'Assemblée nationale, après la mort de celui-ci.

## Biographie
Fils d'un ouvrier charpentier en fer et d'une journalière, André Huraux est ouvrier tourneur dans la métallurgie parisienne. Militant de la CGT, il est un des responsables de l'Union syndicale des Métaux CGT de la Région parisienne à partir de 1937. Militant clandestin du parti communiste, organisateur de la Résistance dans sa branche professionnelle dès 1940, il est arrêté en 1943 et déporté au camp de concentration d'Oranienbourg-Sachsenhausen jusqu'en mai 1945.
Après la guerre, il reprend ses activités syndicales et politiques à Paris. En novembre 1946 il est présent sur la liste communiste pour les élections législatives dans la 1re circonscription de la Seine   (arrondissements de Paris situées sur la rive gauche de la Seine). Non élu, il est amené à remplacer Ambroise Croizat à l'Assemblée nationale en février 1951. Il ne siège que cinq mois mais se montre un député actif. Il est battu lors des élections de juin 1951. Il était conseiller municipal de Paris depuis octobre 1947, élu dans le XVe arrondissement. Il n'est pas candidat lors des élections de 1953.

## Mandats électoraux
- Conseiller municipal de Paris : octobre 1947 - mai 1953
- Conseiller général de la Seine : octobre 1947 - mai 1953
- Député de la Seine : 12 février 1951 - 4 juillet 1951